# Nelson W. Aldrich
Nelson W. Aldrich (Foster, 1841. november 6. – New York, 1915. április 16.) az Amerikai Egyesült Államok szenátora (Rhode Island, 1881–1911).
Egyike volt a "négy nagy" kulcsfontosságú republikánusnak, aki Orville H. Platttal, William B. Allisonnal és John Coit Spoonerrel együtt irányította a szenátus főbb döntéseit. Az országos politikára gyakorolt hatása miatt a sajtó és a közvélemény egyaránt a "Nemzet vezérigazgatójaként" emlegette.